# Palacio de Eventos
El Palacio de Eventos de Venezuela es el principal centro generador de conciertos y espectáculos de la Ciudad de Maracaibo. Se encuentra ubicado en la Circunvalación N.º 2.
Forma parte del Hotel Crowne Plaza Maruma Maracaibo Casino & Convention Center y es propiedad de la Corporación Maruma. Es sede del Latin American Petroleum Show (LAPS), que es el principal evento petrolero de Venezuela y el quinto a nivel mundial; y del Maracaibo Auto Show, donde se reúnen las principales casas de vehículos en Venezuela para mostrar sus nuevas propuestas para el mercado nacional.

## Infraestructura
Su moderna arquitectura de carácter sobrio está constituida por 6 niveles donde además de ubicarse 15 salones multiusos y el Gran Salón Venezuela, también se encuentran 240 locales y Feria de Comida que forman parte del Centro Empresarial y del Palacio Mall así como de un área de exposición de 10.000 metros cuadrados. Cuenta con un helipuerto para el traslado de importantes figuras.
El Gran Salón Venezuela es donde se realizan los conciertos, con una capacidad de 1.000 personas e instalaciones de última tecnología. Sus áreas se dividen en dos palcos presidenciales y dos palcos para la prensa, una Platea o palco Preferencial y los Palcos Generales. Los segundos dueños son la familia Altomare
En el Palacio de Eventos se presentan un promedio de entre 20 y 30 conciertos anuales y más de 100 eventos de otros tipos.